# Aventurile lui Sherlock Holmes
Aventurile lui Sherlock Holmes (în engleză The Adventures of Sherlock Holmes) este o colecție de 12 povestiri polițiste scrise de Sir Arthur Conan Doyle și avându-l în rolul principal pe faimosul detectiv. Cartea originală a fost ilustrată de Sidney Paget.
Acestea sunt primele povestiri scurte despre Sherlock Holmes. Ele au fost publicate inițial ca simple povestiri în revista Strand Magazine în perioada iulie 1891 - iunie 1892, apoi în volum, la 14 octombrie 1892, editat de George Newnes Ltd din Anglia într-un tiraj inițial de 14.500 exemplare. Cartea a fost publicată și în SUA la 15 octombrie 1892 de Editura Harper.

## Conținut
| Titlu în limba română                      | Titlu original                         | Prima publicare (în Strand Magazine) |
| ------------------------------------------ | -------------------------------------- | ------------------------------------ |
| Scandal în Boemia                          | A Scandal in Bohemia                   | iulie 1891                           |
| Liga roșcaților                            | The Adventure of the Red-Headed League | august 1891                          |
| Un caz de identitate                       | A Case of Identity                     | septembrie 1891                      |
| Misterul din Valea Boscombe                | The Boscombe Valley Mystery            | octombrie 1891                       |
| Cei cinci sâmburi de portocală             | The Five Orange Pips                   | noiembrie 1891                       |
| Omul cu buza strâmbă                       | The Man with the Twisted Lip           | decembrie 1891                       |
| Aventura rubinului albastru                | The Adventure of the Blue Carbuncle    | ianuarie 1892                        |
| Aventura bandei pătate                     | The Adventure of the Speckled Band     | februarie 1892                       |
| Aventura degetului cel mare al inginerului | The Adventure of the Engineer's Thumb  | martie 1892                          |
| Aventura burlacului nobil                  | The Adventure of the Noble Bachelor    | aprilie 1892                         |
| Enigma diademei de berile                  | The Adventure of the Beryl Coronet     | mai 1892                             |
| Aventura de la „Fagii de Aramă”            | The Adventure of the Copper Beeches    | iunie 1892                           |

## Recepție
Cartea a fost interzisă în Uniunea Sovietică în 1929 din cauza înclinației autorului către ocultism, deși volumul acesta conține foarte puține astfel de referiri. Totuși, interdicția a fost ridicată ulterior.

## Traduceri în limba română
- Aventurile lui Sherlock Holmes (Ed. Librăriei Leon Alcalay, București, f.a.), 96 p. - traducere de L.N.
- Aventurile lui Sherlock Holmes (Ed. Leda, București, 2006) - traducere de Irina Bojin
- Aventurile lui Sherlock Holmes - în volumul "Aventurile lui Sherlock Holmes. Vol I" (Colecția Adevărul, București, 2010) - traducere de Luiza Ciocșirescu
- Aventurile lui Sherlock Holmes - în volumul "Aventurile lui Sherlock Holmes. Vol I" (Colecția Adevărul, București, 2011) - traducere de Luiza Ciocșirescu
- Aventurile lui Sherlock Holmes (Ed. Gramar, București, 2011), 184 p. - traducere de Mihaela Sipoș